# Монтічелло-Конте-Отто
Монтічелло-Конте-Отто (італ. Monticello Conte Otto, вен. Montexeło Conte Oto) — муніципалітет в Італії, у регіоні Венето, провінція Віченца.
Монтічелло-Конте-Отто розташоване на відстані близько 420 км на північ від Рима, 65 км на захід від Венеції, 7 км на північний схід від Віченци.
Населення — 9158 осіб (2014).

## Демографія
Населення за роками:

Станом на 1 січня 2023 року в муніципалітеті офіційно проживало 519 іноземців з 49 країн, серед них 142 громадяни країн Євросоюзу та 16 громадян України.

## Сусідні муніципалітети
- Больцано-Вічентіно
- Дуевілле
- Сандриго
- Віченца